# Wilhelm Normann
Pour les articles homonymes, voir Normann.
Wilhelm Normann (16 janvier 1870, Petershagen - 1er mai 1939 Chemnitz) est un chimiste, biologiste, géologue et un entrepreneur allemand. Il est l'inventeur de l'hydrogénation des graisses en 1901, créant ainsi ce qui sera connu par la suite sous le nom d'acide gras trans. Cette invention sera brevetée en Allemagne en 1902 lui permettra de devenir l'un des pionniers de la production à échelle industrielle de margarine et de graisse alimentaire végétale.